# ویخر

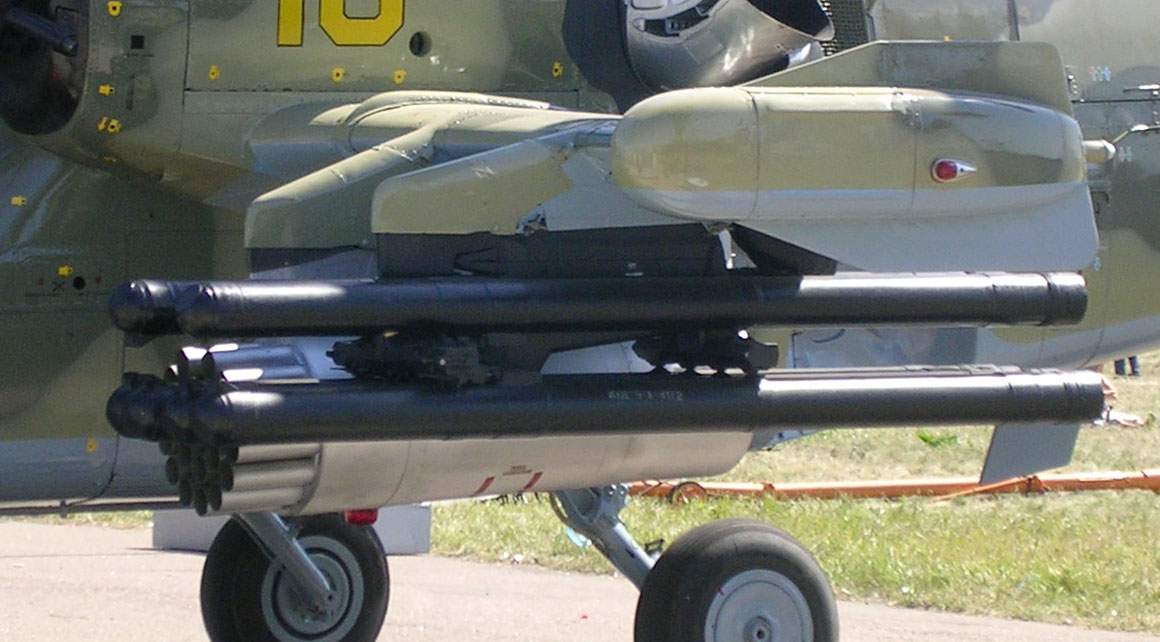
موشک ویخر

موشک ویخْر (به روسی: Вихрь به معنی گردباد)، موشکی ضد تانک، هوا به زمین و کوتاه‌برد است که با لیزر هدایت می‌شود.
موشک ویکهرم برای اولین بار در سال ۱۹۹۲ و در نمایشگاه هوایی فارنبورو (Farnborough) به نمایش گذاشته شد. این موشک قابل استقرار و بکارگیری به وسیلهٔ بالگرد کوکوم بوده و هر بالگرد می‌تواند ۱۲ فروند از این موشک‌ها را حمل کند.

## ویژگی‌ها
- طول: ۹/۲ متر
- قطر: ۱۳ سانتیمتر
- وزن: ۶۰ کیلوگرم
- برد: ۸ کیلومتر